# ピクサー・イメージ・コンピュータ
ピクサー・イメージ・コンピュータ (Pixar Image Computer) は、ルーカスフィルムのコンピュータ部門であるグラフィックス・グループが開発したグラフィックコンピュータである (後にピクサーと改称) 。医学、地球物理学、気象学などの商業的および科学的なハイエンド可視化市場を対象とし、オリジナルのマシンは当時としては先進的であったものの、量的には売れなかった。 

## 歴史

### 開発
1979年に、ジョージ・ルーカスがニューヨーク工科大学から人材を採用してコンピュータ部門を立ち上げたとき、このグループはデジタル光学印刷、デジタルオーディオ、デジタルノンリニア編集、コンピュータグラフィックスの開発に着手した。コンピュータグラフィックスについては、当時の技術的な限界から品質が十分ではなかった。その後、チームはハードウェアプロジェクトを開始することで問題を解決し、より高い解像度の画像を生成することができる、より高い計算能力を持つマシン、ピクサー・イメージ・コンピュータを開発することを決定した。

### 販売
1986年2月3日にスティーブ・ジョブズが買収してから約3ヶ月後、コンピュータは初めて商業的に利用可能となり、医療用画像処理、地球物理学、気象学などの商業的および科学的なハイエンド可視化市場を狙った。このマシンは13万5000ドルで販売されたが、別にサン・マイクロシステムズ社やシリコングラフィックス社の3万5000ドルのワークステーションが必要だった（合計で、2020年時点の39万ドルと同等）。元々のマシンは時代を先取りしており、ラボや研究用の単品販売も多く生み出した。しかし、システムは量的には売れなかった。
1987年、ピクサーはこのマシンを再設計して P-II 第2世代マシンを開発し、3万ドルで販売した。ピクサーは医療市場への足がかりを得るために、主要な病院に10台のマシンを寄贈し、マーケティング担当者を医師会に派遣した。しかし、CTスキャンデータを3Dでレンダリングして人体の完璧な画像を表示することができるにもかかわらず、販売にはほとんど効果がなかった。ピクサーは、CTスキャナーのメーカーと契約を結び、30台の機械を販売した。1988年までに、ピクサーは120台のピクサー・イメージ・コンピュータを販売したに過ぎなかった
1988年、ピクサーは P-II の 9スロットバージョンである低価格の PII-9 の開発を開始した。このマシンには、非常に初期の RAID モデル、高性能バス、ハードウェア画像伸長カード、4つのプロセッサ  (チャップまたはチャンネルプロセッサと呼ばれる)、非常に大きなメモリカード  (メモリをいっぱいに乗せたVMEサイズのカード)、様々なフレームレートと解像度に合わせてプログラム可能な 10 ビット DAC を備えた高解像度ビデオカード、そして最後に NeWS を実行するオーバーレイボード、9 スロットシャーシが結合された。フルアップシステムは、3 GiB の RAID だけで 30 万ドルもしたため、かなり高価であった。この時点では、ほとんどのファイルシステムは 2GiB のディスクしか扱えなかった。このシステムは、航空宇宙産業で生産された利用者あたり100万ドルもする専用システムによって実行される、ハイエンドの政府向け画像処理アプリケーションを対象としていた。PII-9 とそれに付随するソフトウェアは、次世代の「低コスト」商用ワークステーションのプロトタイプとなった。 

### 終焉と遺産
1990年、ピクサー・イメージ・コンピュータは、商用画像処理の最先端を定義していた。にもかかわらず、政府は、大量配備にはまだ利用者あたりのコストが高すぎるため、次世代システムのコスト削減を待つことにした。この決定をきっかけに、ピクサーはハードウェアエンジニアを解雇し、画像処理事業を売却することになった。どの業界にも大量の買い手はいなかった。販売されたピクサー・イメージ・コンピュータの数は300台に満たなかった。 
"それは、パイプラインの一部として構築されていたが、開発を進めていくうちに、CPUでムーアの法則と競合していることに気付き、正当化するのに十分に先を行くことができなかったので、ハードウェアの取り組みを実際に中止した。"—エド・キャトマル氏、
ピクサーのコンピュータ事業は、1990年に200万ドルでVicom Systemsに売却された。Vicom Systems はその後1年以内に連邦倒産法第11章の適用を申請した。 
ピクサー・イメージ・コンピュータから学んだ多くの教訓は、1990年代の初期から中期にかけて、低コストワークステーション (LCWS) および商用アナリストワークステーション (CAWS) プログラムのガイドラインに取り入れられた。PII-9 開発の原動力となった政府の大規模な展開は、1990年代後半に、統合開発能力 (IEC) と呼ばれるプログラムで行われた。

## 設計
P-IIは2つのチャンネルプロセッサ (チャップと略す) を搭載することができる。シャーシには4枚のカードを収納できる。PII-9は9枚のカード (4チャップ、2ビデオプロセッサ、2オフスクリーンメモリ (OSM) カード、NeWSウィンドウシステム用のオーバーレイボード) を収納できる。NeWSは、ローミング、画像比較、ステレオ画像表示のための画像パイプラインを制御するために拡張された。 
各チャップは 4ウェイパラレル (RGBA) の画像コンピュータである。これはSIMDアーキテクチャであり、画像やビデオアプリケーションに適していた。赤、緑、青、アルファチャンネル (発案者はピクサーに接続している) の4つの画像チャンネルを並列に処理していた。画像は、各カラーチャンネルごとに12ビット (またはピクセルごとに48ビット) で保持された。12ビットのデータは、-1.5から2.5までの範囲で整数部分に2ビットを使用し、0から1までの範囲で10ビットの精度を持つという、(今日では珍しい) 固定小数点フォーマットを表していた。 
これを操作するためには、一般に、Unixホストマシンが必要である (少なくともキーボードとマウスを用意するため)。このシステムは、80M/秒の「Yapbus」または2M/秒のマルチバスを介して外部から他のホスト、データソース、またはディスクに画像データを通信でき、200 VUPS、または VAX-11/780 の 200 倍の速度に相当する性能を持っていた。

## 使用
ウォルト・ディズニー・フィーチャー・アニメーションは (親会社が2006年にピクサーを買収した)、同社のコンピューター・アニメーション・プロダクション・システム (CAPS) に数十台のピクサー・イメージ・コンピュータを使用しており、1995年のポカホンタスの制作まで使用していた。
導入したハイテック ラボ ジャパンは驚異の小宇宙 人体のCGアニメーション制作に使用した。伊藤博文によるとシリコングラフィックスのIRIS 3030と比較し圧倒的な処理速度だったという。